# International Wheelchair and Amputee Sports Federation
Die International Wheelchair and Amputee Sports Federation (IWAS) ist eine internationale Sportorganisation für Rollstuhlfahrer und Amputierte.

## Geschichte
2004 schlossen sich die ISMWSF (International Stoke Mandeville Wheelchair Sports Federation) und die ISO (International Sports Organization for the Disabled) zur IWAS zusammen. Die IWAS regelt sportliche Wettkämpfe von Rollstuhlfahrern und anderweitig beeinträchtigten Menschen. Sie organisiert die IWAS World Games und unterstützt auch andere Veranstaltungen im Behindertensport, wie zum Beispiel die E-Hockey-Weltmeisterschaften. Der Sitz der Wohltätigkeitsgesellschaft ist im englischen Stoke Mandeville.